# Liste des médaillés olympiques mixtes en natation
Liste des sportifs médaillés en natation aux Jeux olympiques d'été depuis la première apparition d'une épreuve mixte en natation au programme olympique en 2021.

## Tableau des médailles
| Rang | Nation          | Or | Argent | Bronze | Total |
| ---- | --------------- | -- | ------ | ------ | ----- |
| 1    | États-Unis      | 1  | 0      | 0      | 1     |
| 1    | Grande-Bretagne | 1  | 0      | 0      | 1     |
| 2    | Chine           | 0  | 2      | 0      | 2     |
| 3    | Australie       | 0  | 0      | 2      | 2     |